# اگر پادشاه بودم
اگر پادشاه بودم (به انگلیسی: If I Were King) فیلمی در ژانر درام تاریخی و زندگینامه‌ای به کارگردانی فرانک لوید است که در سال ۱۹۳۸ منتشر شد. رونالد کولمن در نقش شاعر قرون وسطی فرانسوا ویون، به همراهی بازیل رتبون و فرنسیس دی از ستارگان این فیلم هستند. این فیلم اقتباس شده از رمان و نمایش‌نامه ای محصول سال ۱۹۰۱، نوشتهٔ جاستین هانتلی مک‌کارتی است که کار اقتباس آن را پرستون استرجیس انجام داده‌است.
اگر پادشاه بودم نامزد دریافت چهار جایزه اسکار شد:
- بهترین بازیگر نقش مکمل مرد - بازیل رتبون
- بهترین موسیقی فیلم - ریچارد هیجمن
- بهترین میکس صدا - لورن ال. رایدر

## بازیگران
- رونالد کولمن
- بازیل رتبون
- فرنسیس دی
- الن درو
- هنری ویلکاکسن
- سیدنی تولر
- فرانسیس مک‌دانلد
- هدر تاچر
- جان میلجان
- لستر متیوز
- لایونل بلمور
- مونتاگو لاو
- پل هاروی
- رالف فوربز
- والتر کینگزفورد
- ویلیام فارنوم
- می بیتی
- استنلی ریجز
- آدریان موریس
- کلاد کینگ
- وینتر هال